# Hans Hemmeler
Hans Hemmeler (* 19. August 1915 in Aarau; † 6. Juni 2009 ebenda) war ein schweizerischer Jurist, Politiker und Autor.

## Leben und Wirken
Hans Hemmeler war der Sohn eines Kaufmanns und einer Geschäftsfrau. 1945 heiratete er Veronika Siegrist. Er studierte Rechtswissenschaften in St. Gallen und Bern. 1954 promovierte Hemmeler an der Universität Bern mit einer Dissertation über die Gründe für den Untergang der Bürgschaft nach schweizerischem Recht. 
Von 1962 bis 1981 war er Vorsteher der Aargauer Industrie- und Handelskammer. In dieser Zeit war er von 1965 bis 1978 Präsident des Aargauer Elektrizitätswerks. Er gehörte dem Grossen Rat als Mitglied der FDP-Fraktion von 1953 bis 1977 an. Von 1966 bis 1972 diente er als Offizier und Kommandant in der aargauischen Grenzbrigade.
Im Jahr 1942 wurde sein Buch Die Arbeit am Sandkasten vom Verlag Sauerländer aus Aarau veröffentlicht. Für die Aargauische Vaterländische Vereinigung gab Hemmler 1952 die Festschrift über den Schweizer Chirurgen, Offizier und Politiker Eugen Bircher heraus.

## Werke (Auswahl)
- Die Arbeit am Sandkasten. Verlag Sauerländer, Aarau 1942. (= Reihe Schweizer Wehr. Nr. 7.)
- Als Herausgeber: Festschrift Eugen Bircher. Mit Hektor Ammann (Wissenschaftl. Beratung). Verlag Sauerländer, Aarau 1952.[3]
- Bürger und Wehrhaftigkeit : aus der Tätigkeit des Vaterländischen Verbandes. 1952.
- Die Gründe für den Untergang der Bürgschaft nach schweizerischem Recht. Aarau 1954. (= Dissertation)
- Aargau im Umbruch. Aargauische Handelskammer, 1963.
- Die aargauische Industrie ist weltverbunden. In: Aargau auf dem Weg in die Zukunft. Beilage der Basler Zeitung vom 5. Oktober 1979.
- Der Vorentwurf für neues Kernenergierecht – notwendig und annehmbar? Referat anlässlich der Sitzung des Erweiterten Vorstandes der Aargauischen Industrie- und Handelskammer vom 29. Oktober 1981, Aargauische Industrie- u. Handelskammer.